# The Dark Side of Ambition
The Dark Side Of Ambition är ett musikalbum av den svenska gruppen Overload. Det släpptes 2007. Albumet producerades av Overload och Pär Ryberg.

## Låtlista
1. Safaga Road
2. The Power Is Rising
3. Hellbound
4. A Voice From the Dark
5. Suck My Balls
6. In The Mind of a Slayer
7. The Dark Side of Ambition
8. Monster of Steel
9. Mirror Mirror on the Wall
10. Largo Winter
11. Spegel spegel på väggen där